# گوران تروبوک
گوران تروبوک (صربی: Goran Trobok؛ زادهٔ ۶ سپتامبر ۱۹۷۴) بازیکن فوتبال اهل صربستان بود.
از باشگاه‌هایی که در آن بازی کرده‌است می‌توان به باشگاه فوتبال اسلاویا سارایوو، باشگاه فوتبال شینیک یاروسلاول، باشگاه فوتبال شانگهای گرینلند شنهوآ، باشگاه فوتبال اسپارتاک مسکو، و باشگاه فوتبال پارتیزان اشاره کرد.
وی همچنین در تیم ملی فوتبال صربستان و مونته‌نگرو بازی کرده‌است.